# Tanjung Dama
Tanjung Dama is een bestuurslaag in het regentschap Aceh Utara van de provincie Atjeh, Indonesië. Tanjung Dama telt 222 inwoners (volkstelling 2010).